# ジム・ジョーンズ
ジム・ジョーンズことジェームズ・ウォーレン・ジョーンズ（英語: James Warren "Jim" Jones、1931年5月13日 - 1978年11月18日）は、アメリカ合衆国のキリスト教系新宗教（カルト）・人民寺院（英語: Peoples Temple）の教祖。社会主義の信奉者であり、社会主義こそが神の意思に沿った社会規範であると信じていた。元々は、プロテスタントの一派・メソジスト並びにディサイプルス派の牧師であったが、後に人民寺院を創始した。南米ガイアナに教団が開拓したジョーンズタウンで、信者共々集団自殺したことで知られる。
1950年代に人民寺院を創始。1960年代中頃に人民寺院本部をカリフォルニア州へと移転し、1970年代初めにはサンフランシスコでの活動で悪評を得るようになった。そして最後にはガイアナへと本部を移した。
1978年、ジョーンズタウンにおいて人民寺院が人権を蹂躙しているという報道をメディアが行った。それを受けて、アメリカ合衆国下院議員のレオ・ライアンを代表とする代表団が同地を訪れた。ライアンは、帰路の途中、飛行機への搭乗中に銃撃され殺害された。それに続いて、ジョーンズは人民寺院信者共々集団自殺へと至った。ジョーンズタウンと教団本部での自殺者の計918人が犠牲となった。その内、約300人が未成年の子供だった。

## 若齢期
ジョーンズは1931年5月13日、インディアナ州クレテの片田舎で生まれた。父は第一次世界大戦従軍歴のあるジェームズ・サーマン・ジョーンズ（1887年 - 1951年没)、母はリネッタ・プットナム (1902年 - 1977年)。アイルランド系およびウェールズ系の血を引く。後にジョーンズは、母からチェロキー族の血を引いていると自称したことがあるが、母方のまたいとこは否定している。1934年に一家は、世界恐慌による経済不況によって、インディアナ州リンに移住した。ジョーンズは同地の水道のない小屋で育った。この他にも、チョクトー族インディアンの血を引いているという文献も存在する。
少年時代にヨシフ・スターリン、カール・マルクス、毛沢東、マハトマ・ガンジー、そしてアドルフ・ヒトラーに関する書物を熱心に読み、各人物の強みと弱点に着目していた。この他、ディヴァイン牧師、キング牧師、フィデル・カストロや、エンカウンターグループ、後にはブラジルのマクンバなどからも触発された。
友人を作ることが苦手であったことが主な原因となり、宗教に対して強い興味を抱くようになる。ジョーンズの子供時代を知る知人たちは、「本当に異様な子供だった」「宗教や死にも憑りつかれていた」と述べており、ジョーンズが時折、両親所有の土地で小動物の葬儀を行っており、猫を刺殺したことがあると断言している。
ジョーンズと子供時代の友人双方ともが、ジョーンズの父親はアルコール中毒で、クー・クラックス・クランと関わりがあったと述べている。しかしながらジョーンズは、自分自身が社会から疎外されていたという経験から、アメリカで抑圧されているアフリカ系アメリカ人コミュニティーにシンパシーを感じるようになった。後にジョーンズが語った所では、ジョーンズの黒人の友人が家に入ることをジョーンズの父が拒否したことが発端となり、ジョーンズとジョーンズの父は人種問題について衝突し、「本当に長い間」一言も話すことが無くなったという。ジョーンズの両親が離婚した後、ジョーンズは母とともにインディアナ州リッチモンドへ移住した。ジョーンズは、1948年12月に当地のリッチモンド高等学校を優等で早期卒業している。
翌年にジョーンズはナースのマルセリーヌ・バルドウィンと結婚し、インディアナ州ブルーミントンに移住した。彼女は後に、ジョーンズタウンでジョーンズと共に自殺している。ジョーンズは、インディアナ大学ブルーミントン校に進学した。同学で行われたエレノア・ルーズベルトのアフリカ系アメリカ人の苦境に関するスピーチが、ジョーンズに天啓を与えた。1951年、ジョーンズはインディアナ州インディアナポリスへ移住し、バトラー大学の夜間学生となった。1961年にジョーンズは、中等教育に関する学位（英語: Degree in secondary eduation）を取得している。

## 人民寺院の設立

### 創設

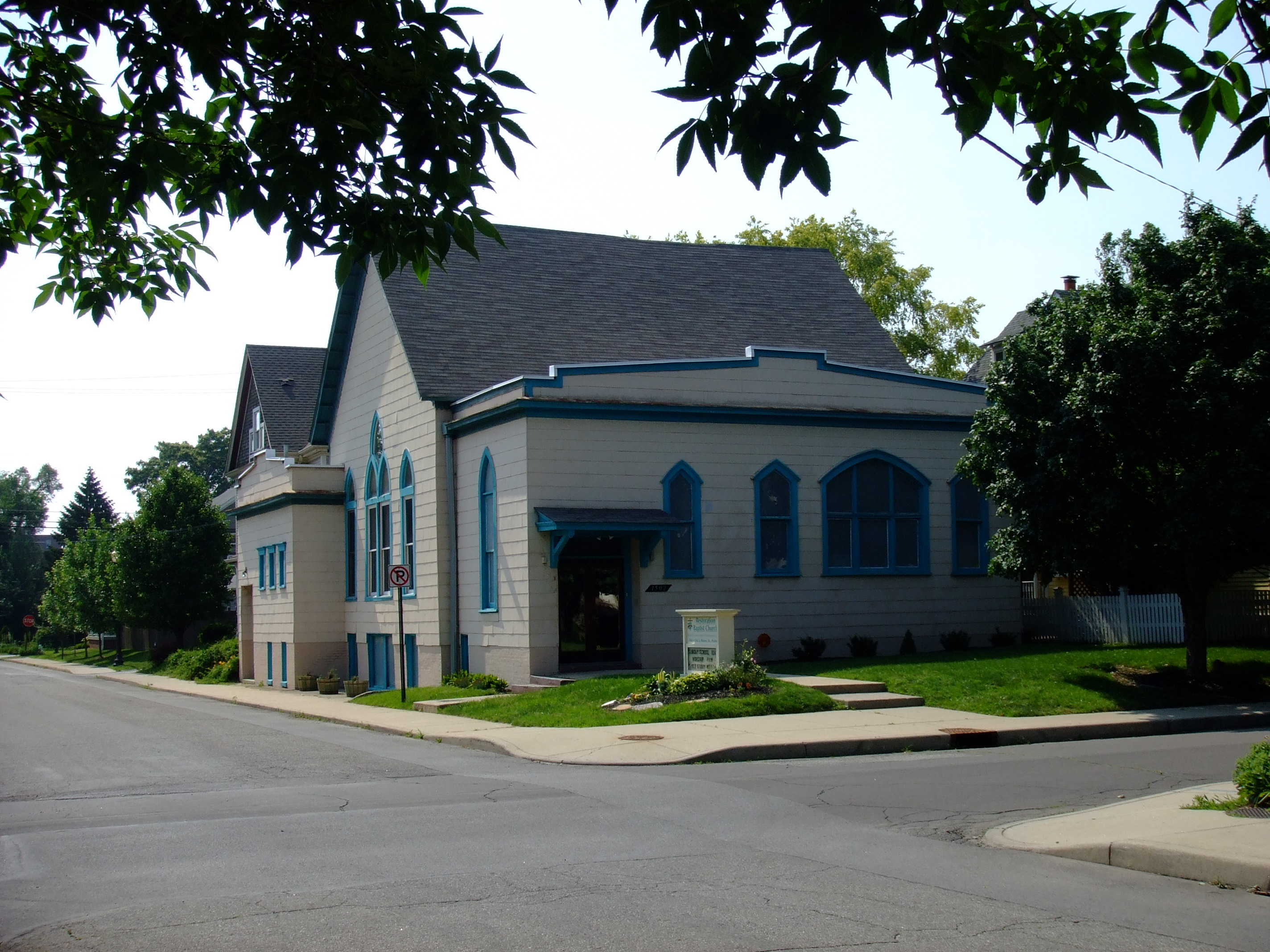
インディアナポリスにあるジョーンズが初めて務めた教会

1951年、インディアナポリスのアメリカ共産党の集会に参加するようになる。マッカーシー公聴会の間、とりわけ彼が母とともに参加したポール・ロブスンを取り扱ったイベントに関連して、ジョーンズは嫌がらせを受け、大きなストレスを感じていた。この集会の後、彼女は集会に参加した協力者の面前で、FBIに嫌がらせを受けている。ジョーンズは同様にアメリカ合衆国における赤狩り、つまり共産主義者の追放についても強いストレスを感じる様になっていた。とりわけ、ジュリアス・ローゼンバーグとエセル・ローゼンバーグ夫妻の裁判中において、この傾向が強かった。このストレスからくる怒りや、その他の事がジョーンズを刺激する結果となり、ジョーンズは自問自答することになった。「どうやったら、私のマルキシズムを証明できる?結論は、教会に潜入することだ」と。
メソジストの教区長は、アメリカ共産党を通じて知り合った訳ではなかったが、ジョーンズが共産主義者であることを知っていたにも関わらず、ジョーンズが教会に所属できるように尽力し、ジョーンズを驚かせている。1952年にジョーンズは学生牧師として、ソマーセット・サウスサイド・メソジスト教会（英語: Sommerset Southside Methodist Church）に所属するようになる。しかし、ジョーンズの集会に黒人たちを参加させることを教会のリーダーが禁止したことが原因となってジョーンズは同教会の牧師を辞している。この間、ジョーンズはセブンスデー・バプテストによる心霊治療を目にしている。ジョーンズは人々が進んで心霊治療に財産を捧げることを知り、そしてその治療から得られる金銭が、ジョーンズの掲げる社会を完成させる助けになると結論付けた。
ジョーンズは1956年6月11日から6月15日の間、ケイドル・タバナクルと呼ばれるインディアナポリスのホールで、大規模な宗教集会を開催している。聴衆を集めるために、ジムは知名度のある宗教家を必要とし、当時オーラル・ロバーツと並んで高名を得ていた治癒伝道者で宗教家のウィリアム・マリオン・ブランハムの講演を取り付けることに成功した。この集会に続いて、ジョーンズは自身の教会を創設するに至った。教会の名は何度か変わったが、最終的にピープルズ・テンプル・クリスティアン・チャーチ・フル・ゴスペル（英語: Peoples Temple Christian Church Full Gospel）に落ち着いた。人民寺院は当初、人種間融和を掲げた伝道団体であった。

### 人種統合主義者

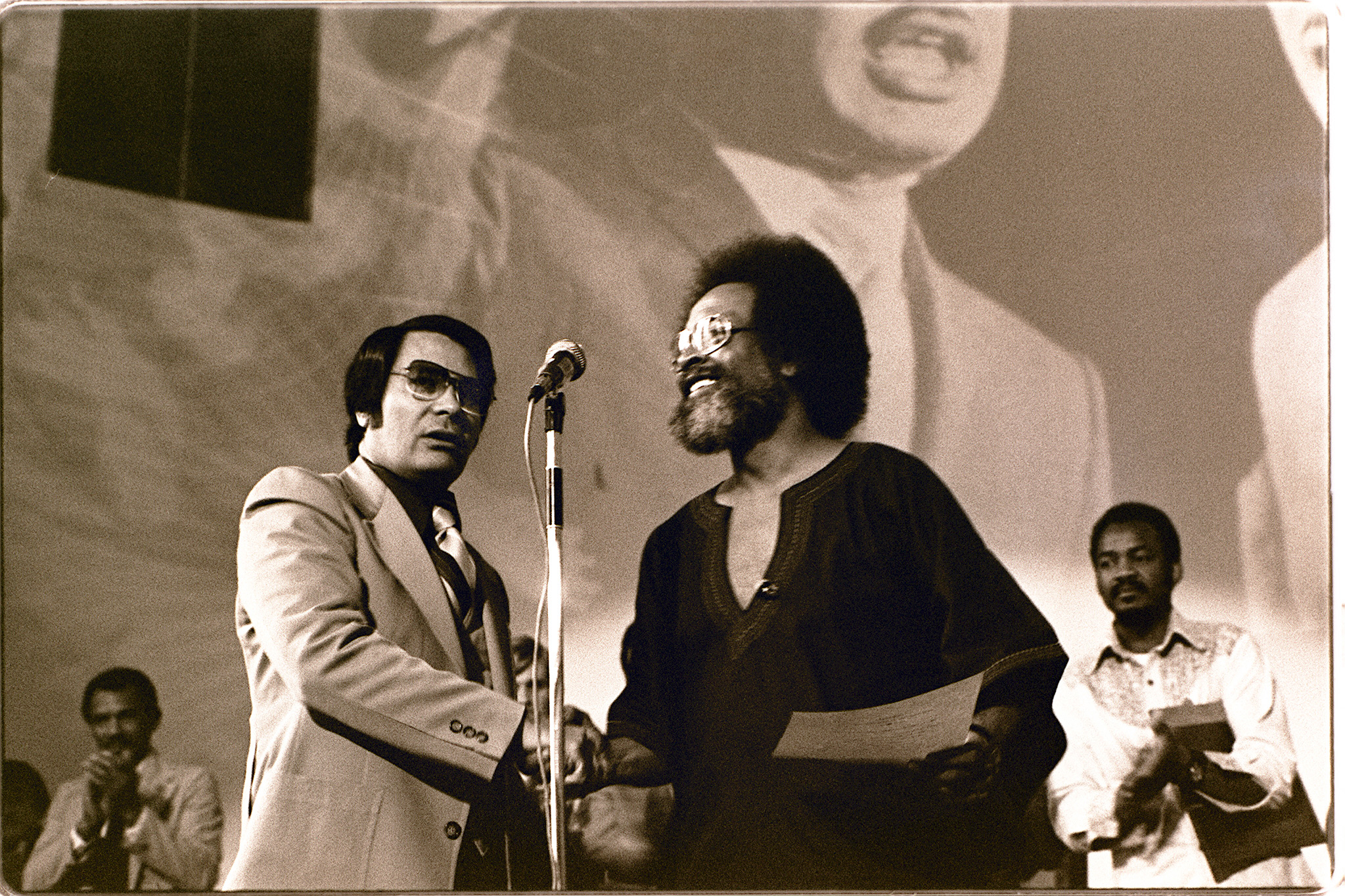
1977年にマーティンルーサーキングジュニア人道賞を受賞したジョーンズ（中央左）。ジョーンズの右で握手しているのは、同賞を授与するセシル・ウィリアムズ

1960年に、インディアナポリス市長・チャールズ・ボズウェルは、ジョーンズに人権委員会への参加を依頼した。ジョーンズは、ボズウェルからの目立たないようにすべきとの助言を無視し、地元のラジオ番組やテレビ番組を利用して彼の思想を伝えた。市長や他の州高官が、ジョーンズに公的な動きを抑えるように要請したものの、ジョーンズはその要請に抵抗した。全米黒人地位向上協会やアーバン・リーグの集会に参加した際には、彼が聴衆達に対して、より過激にと煽り、そしてクライマックスでは出エジプト記5章1節から引用して「私の民を去らせよ！」（"Let my people go!"）と掛け声をかけたこともあって、大きな声援を浴びている。
この間、ジョーンズは人種統合を掲げる教会やレストラン、電話会社、インディアナ州警察、映画館、遊園地、そしてインディアナ大学メソジスト病院への支援も行っていた。アフリカ系アメリカ人2家族の家に、スワスティカ（ハーケンクロイツ）の落書きがなされた後、ジョーンズは個人的にその家族の近所の黒人家庭を訪問し、不安の解消に努めるとともに、ホワイト・フライトを防ぐために、移住しないよう白人家庭のカウンセリングを行っていた。
更にジョーンズは、黒人の入店を拒否するレストランを洗い出すためにおとり捜査を計画するとともに、アメリカ・ナチ党の指導者達に手紙を書き、その反応をマスコミにリークした。1961年に急病にかかったジョーンズが手違いで黒人病棟に入院させられた際には、彼は移動を拒否した。ジョーンズは、ベッドを整え、黒人病人の病人用便器の清掃を行っている。ジョーンズのこれらの行動に端を発した社会的圧力の結果、その病院の経営者たちは人種隔離病棟を廃止した。
ジョーンズは、彼の人種統合主義によってインディアナ州で相当数の非難を浴びるようになった。白人所有の企業や、地域が彼に対して批判的であった。スワスティカを人民寺院の建物にも落書きされたり、ダイナマイトの棒が人民寺院の石炭の山の中に設置されたり、脅迫電話の後に猫の死体がジョーンズの家に投げ込まれたこともあった。この他にも様々な憂慮すべき事案が発生したが、その一方でこれらの出来事の一部には、ジョーンズ自身が自作自演しているのではないかという疑いを持つ人もいた。

### ジョーンズの「虹色の家族」
ジムとマルセリーヌのジョーンズ夫妻は、少なくとも一部に白人以外の血が混ざっている数名の子供を養子とした。ジムは、この家族のことを「虹色の家族」（英語: rainbow family）と呼んだ。ジョーンズは加えて、「人種的統合は、今、私の更に身近な事案となりました。これは私の息子の未来に関わることなのです」と述べている。ジョーンズは、人民寺院全体をこの「虹色の家族」と思い描いていた。
ジョーンズ夫妻は、3人の韓国系アメリカ人の子供、リュウ、スザンヌ、ステファニーを養子に迎えていた。ジョーンズは、朝鮮戦争で荒廃した朝鮮の戦争孤児を養子にするよう、人民寺院の信者達に奨励していた。同時にジョーンズは、アメリカ合衆国が朝鮮の共産主義者のリーダー・金日成による1950年代の韓国侵攻に反対するという立場をとり続けていることに長い間批判的だった。ジョーンズは、この侵攻の事を「解放戦争」と呼び、加えて「南は、北の社会主義が打破したあらゆる旧弊の見本市だ」と述べていた。1954年、ジョーンズ夫妻は、ネイティヴ・アメリカンの血を引くアグネス・ジョーンズを養子に迎えた。アグネスは、養子に迎えられた時点で11歳だった。スザンヌ・ジョーンズは1959年、6歳の時に養子に迎えられた。1959年6月、ジョーンズ夫妻の間に、唯一となる実子、ステファン・ガンジー・ジョーンズが誕生している。
2年後の1961年、ジョーンズ一家はジェームズ・ウォーレン・ジョーンズ・ジュニアという黒人の子供を養子とした。インディアナ州で白人夫婦が黒人を養子にしたのはこれが初めてだった。更に、夫妻はティムという白人の子供を養子に迎えた。ティム・ジョーンズの実の母親は人民寺院の信者であり、元々の名前はティモシー・グレン・タッパーであった。

### ブラジルへの旅
1961年に核戦争による終末に関する演説を行ったことに加えて、1962年1月のエスクァイア誌にブラジル・ベロオリゾンテが核戦争においても安全な土地であるという記事が出た後、ジョーンズは新たな人民寺院の拠点を立ち上げるという構想を持って、家族とともにこの町を訪れている。このブラジルへの旅行の間に、ジョーンズは初めてガイアナ（当時は英領ギアナ）を訪れている。
ベロオリゾンテに到着した後、ジョーンズ一家は3つの寝室を持つ質素な家を借りた。ジョーンズは地域の経済と少数人種たちが彼の主張を受け入れるかどうという点を研究したが、依然として言語の壁という問題が残っていた。彼はまた、この地域のブラジルの混合宗教も調査している。ジョーンズは、海外領土においては、自分自身が共産主義者であると映らないように注意を払っていた。そして、カストロやマルクスよりも使徒共同体の生活様式について語った。最終的には、この地域での人員不足によって、ジョーンズ一家は1963年中盤にはリオデジャネイロへと転居している。当地で、彼らはリオのスラム街で貧民とともに働いていた。
ジョーンズは、インディアナでの市民権闘争を置いてきぼりにして来たことや、そこで行ってきた取り組みが無駄になりかねないことに罪悪感を感じるようになった。インディアナに残してきた准牧師が、ジョーンズ無しでは人民寺院が崩壊してしまうと語ったため、ジョーンズはアメリカに戻っている。

### カリフォルニアへの移住
1963年12月にジョーンズはブラジルから戻ってきた。その際、インディアナで開催された集会で、ジョーンズは1967年7月15日に世界的な核戦争が勃発し、その結果、地球上に新しい社会主義の楽園が生まれると述べた。そして、安全のために人民寺院を北カリフォルニアへと移すと述べた。それに応じて、人民寺院はカリフォルニア州ユカイア近くのレッドウッド・バレーへと本部を移転させた。
宗教学者のキャスリーン・ウェシンガーによると、ジョーンズは常に社会的福音の美徳を語っていたにも関わらず、1960年代後半になるまでは、その社会的福音とは実際には共産主義であるという点をひた隠しにしていた。そのころになると、ジョーンズは人民寺院の説法の中で、彼の「使徒社会主義」構想の詳細を部分的に明かし始めた。彼は更に、「宗教の阿片に麻痺している人々は、教化 - 社会主義化しなければならない」とも考えていた。ジョーンズはしばしばこれらの考えを混合させ、次のように説教をしていた。「もし貴方達が資本主義国家アメリカ、差別国家アメリカ、ファシズム国家アメリカに生まれたのならば、貴方達は罪に塗れて生まれてきたのです。しかしもし、社会主義の中に生まれていたのならば、貴方達は罪に塗れず生まれてきたのです」と。
1970年代初頭までに、ジョーンズは従来のキリスト教を「軽薄な宗教」（英語: fly away religion）と侮蔑したり、女性と非白人を圧迫する道具であるとして聖書を否定したり、「天の神」（英語: Sky God）を全く持って神などではないと非難するまでになっていた。ジョーンズは、ジェイムズ王訳聖書を批判する本「ザ・レター・キレット」（英語: The Letter Killeth）を執筆した。ジョーンズは更に、自身をマハトマ・ガンジーやファーザー・ディバイン、イエス・キリスト、ガウタマ・シッダールタ、そしてウラジーミル・レーニンの生まれ変わりであると説教するようになっていた。人民寺院の元信者、フー・フォートソン・ジュニアは、ジョーンズが「貴方が信じるべきものは、貴方の目に見えるものなのです...もし、私が貴方の目に友人と映っているならば、私は貴方の友人になりましょう。もし父と映っているのなら、私は父親の居ない貴方のために父になりましょう...もし、私が救世主と映っているのならば、私は貴方の救世主となりましょう。もし、私が神と映っているのならば、私は貴方の神になりましょう」と語りかけたという。
1976年のジョン・マーとの電話会談において、ジョーンズは自身が不可知論者であるとも、無神論者であるとも述べた。アメリカ合衆国内国歳入庁が人民寺院の宗教非課税について調査しているという人民寺院の脅威に反して、マルセリーヌ・ジョーンズは1977年のニューヨーク・タイムズでのインタビューで、ジョーンズは信者達を動員して、特に毛沢東から着想を得たマルクス主義をアメリカ合衆国に宣伝しようとしていたことを認めた。彼女は「ジムは宗教の阿片から人々を救おうと宗教を使っているの」と語り、ジョーンズは「私はこの紙に書かれた偶像を滅ぼすのだ!」と大声で叫びながら聖書を机に叩きつけたという。ある集会では、ジョーンズが「貴方達自身が貴方達を助けるのだ、それ以外に助けなどない!栄光の望みがただ一つだけある。それは貴方達の中にある!誰も空から助けになど来ない!我々の上に天国など無い!我々が、地上のここで天国を作らなければならない!」と話すこともあった。

### サンフランシスコへの注力

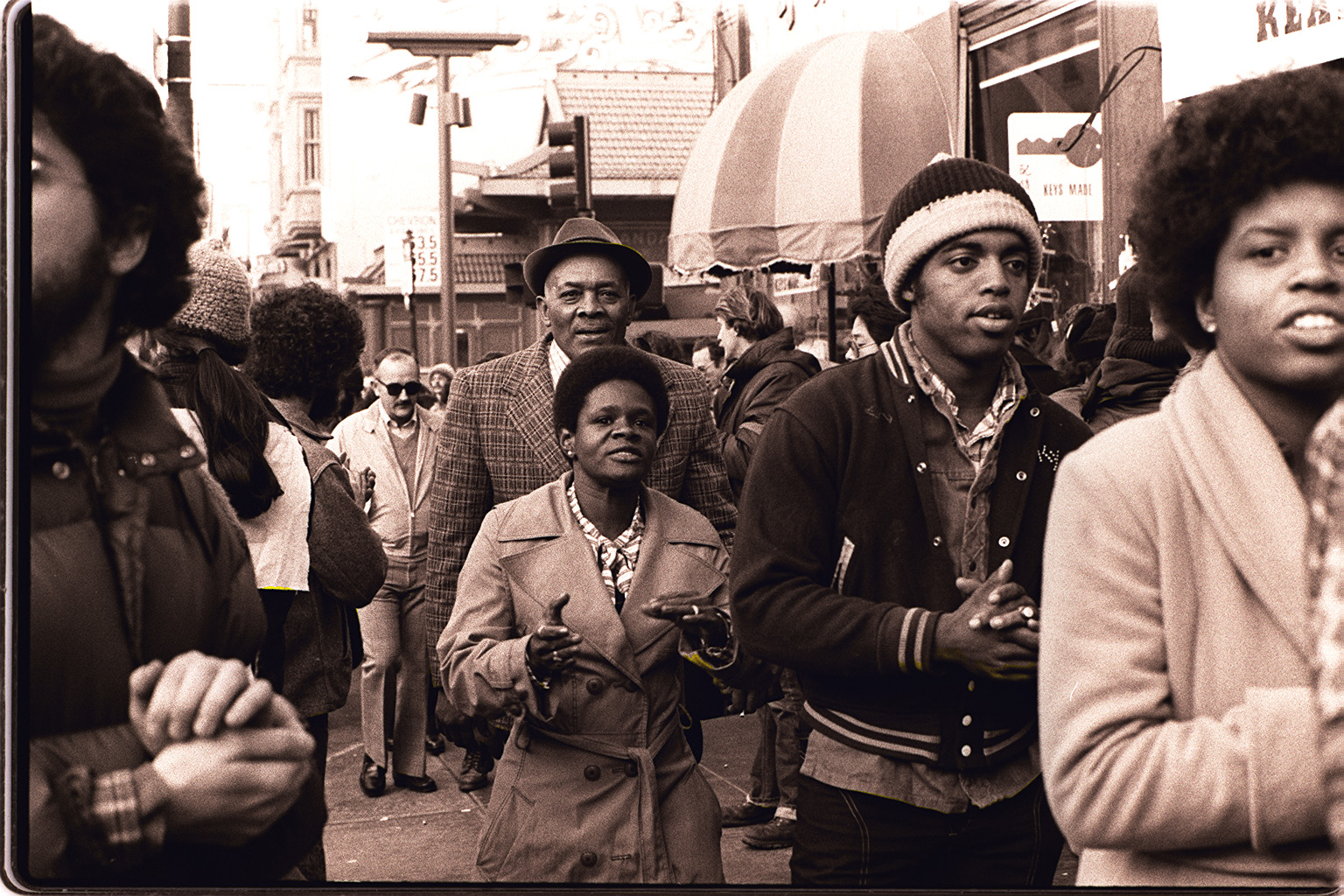
1977年1月にサンフランシスコのインターナショナル・ホテルの前で反追放運動に参加する人民寺院信者達

カリフォルニアへ移転してから5年の間、人民寺院は急激に成長し、サンフェルナンド、サンフランシスコ、ロサンゼルスを含む都市や町において、支部を開くまでになっていた。ユカイアでの規模拡大に限界があったことから、1970年代初めまでに、ジョーンズはより大きな都市へと力を注ぐようになる。そして遂にジョーンズは、人民寺院の本部をサンフランシスコへ移転させた。サンフランシスコは当時急進的抗議運動の中心地であった。この移転が、ジョーンズと人民寺院信者達を政治的に影響力のある存在へと押し上げることとなった。それは、1975年のサンフランシスコ市長選で、ジョージ・モスコーニの市長選勝利において人民寺院が重要な役割を果たしていた時期に絶頂期を迎えている。モスコーニはその後、ジョーンズをサンフランシスコ住宅公社委員会の委員長に指名した。

#### 政治家との交流
殆どのカルト宗教の教祖とは異なり、ジョーンズは公的な補助を得ることが出来ると共に、地方レベルどころか国家レベルの重要人物に面会することが出来たのである。例えば、1976年アメリカ合衆国大統領選挙の数日前に、ジョーンズとモスコーニは私的にアメリカ合衆国副大統領候補者のウォルター・モンデールにキャンペーン用の飛行機で面会しており、モンデールは人民寺院を公的に賞賛している。ファーストレディ・ロザリン・カーターもまたジョーンズと私的に何度も面会している。その際には、キューバの事案について意見交換をしたり、サンフランシスコ本部のグランドオープン時にジョーンズと会話を交わしている。ここでジョーンズは、ロザリン・カーター以上の歓声を浴びている。
1977年9月、カリフォルニア州下院議員のウィリー・ブラウンは、ジョーンズを広く賞賛する晩餐会で司会を務めた。出席者にはカリフォルニア州知事のジェリー・ブラウンと副知事のマーヴィン・M・ダイマリーもいた。この晩餐会において、ブラウンはジョーンズに「朝起きて鏡を見たとき、貴方には何が見えているのですか...マーティン・ルーサー・キング・ジュニアとアンジェラ・デイヴィス、アルベルト・アインシュタイン、毛主席の組み合わせですか」と褒めちぎったという。人民寺院で開かれた政治集会でたびたび演説を行ったハーヴェイ・ミルクは、ある集会の後、次のように手紙に記している。「聖職者ジム、私はこの昂揚感から戻ってくるのに多大な時間が必要かもしれません。私は貴重なものを見つけました。戦いに費やした時間とエネルギーの全てを補って余りある、実存の感覚を見つけました。私は、貴方が私に見つけてほしいと思っているものを見つけたのです。私は戻ってくるでしょう。私は永遠に離れることなどできません」
ジョーンズはデイヴィスのような地域の政治家をサンフランシスコのアパートメントに迎えて議論を交わした。彼は、友人であったサンフランシスコ・サン＝レポーターの発行人カールトン・グッドレットに対して、中華人民共和国やソビエト連邦といった社会主義国家へと旅行することが出来ない事への後悔を話し、ソビエト連邦では酪農長官になれるかもしれないという推測を語った。ジョーンズが非難を浴びせたことでネーション・オブ・イスラムとの緊張が高まった後、ロサンゼルス・コンベンション・センターで行われた大規模な集会でジョーンズは演説を行った。この集会は、二つのグループの間の亀裂を修復するために開催され、多くのジョーンズに近しい政治家たちが参加していた。

#### 革命的自決
ジョーンズは死をもって世界の非人間性に抗議するとして「革命的自決」を説くようになった。この用語はブラックパンサー党のヒューイ・P・ニュートンのものだった。
1976年1月1日、ジョーンズは、ワインを信者にふるまった後で、このワインには毒が入っており45分後に皆死ぬと発表した。この「悪ふざけ」は忠誠のテストであったが、のちジョーンズタウンでは「白夜」と称してこうした自殺のリハーサルを繰り返した。ジョーンズは子供の時から自殺願望を抱いていたが、ジョーンズタウンでは、マサダで集団自決したユダヤ人熱心党、ワルシャワ・ゲットー蜂起、ロシア革命や中国革命、公民権運動などでの英雄たちの殉死と教団の自殺計画を同一視するようになり、自分は信者たちを刑務所や強制収容所、そして核戦争から救うために生きてきたと語った。人民寺院での集団自殺は平等主義的な行事とみなされ、信者たちは選民、前衛、革命の前線とされた、「これは自殺ではない、革命的自決である」と集団自決の直前の演説でも述べた。

#### マスコミとの攻防
ジョーンズは、サンフランシスコ・クロニクルやその他の出版社において、主要なコラムニストたちとの同盟関係を構築したが、その一方でサンフランシスコへの移転はメディアによる人民寺院への監視を高める結果ともなった。サンフランシスコ・クロニクルの記者、マーシャル・キルダフは、暴露記事を掲載しようとして妨害を受け、ニュー・ウェスト誌に記事を持ち込んだ。1977年夏、ジョーンズと数百人の人民寺院信者達は、キルダフの暴露記事がすぐに出版されるという情報を得た直後、南米・ガイアナに人民寺院の主要機能を移した。キルダフの記事には、人民寺院の元信者による人民寺院側の身体的、感情的、そして性的虐待に対する告発が含まれていたのである。ジョーンズは、自分自身の名前にちなんで、ガイアナの集落をジョーンズタウンと名付けた。

## ジョーンズタウンの設立と運営
ニュー・ウェスト誌の記事が出版される数年前から、ジョーンズはジョーンズタウンの開拓を始めていた。ジョーンズタウンは、「社会主義者の楽園」であり、サンフランシスコのマスコミからの糾弾に対する「聖域」の2つの目的のために建設されたと宣伝されていた。ジョーンズは、ジョーンズタウンを博愛的な共産主義コミュニティのモデルとして開拓したと主張していた。ジョーンズは「私は、此処に居る我々が最も純粋な共産主義者であると信じている」と述べている。なお、ソビエト連邦、キューバ、北朝鮮や他の共産主義国家における強く制限された移民制度の様に、ジョーンズも人民寺院信者がジョーンズタウンを離れることを許可しなかった。
宗教学者のメアリー・マコーミック・モーガは、ジョーンズの権威はこの隔絶されたコミューンに移住してきた後に低下したと論じている。その理由として、モーガはジョーンズが信者勧誘をする必要が無くなったこと、またジョーンズが自身の薬物嗜癖を一般信者達に対して隠すことが出来なくなったことを理由として挙げている。移住前になされた告発にもかかわらず、指導者ジョーンズは、人種を分け隔てしない教会を設立して恵まれない人々を助けたということで、一部の信者によって未だ尊敬されていた。ジョーンズタウンにおいて、ジョーンズは「昇天」（英語: Translation）と呼ぶ、信念を宣伝し始めた。「昇天」は、ジョーンズとジョーンズの信者達が、一緒に死に、そして他の惑星へと移住しこの上なく幸せに生活するという内容であった。

### 新しい子供
ジョーンズは、自分がジョン・ヴィクター・ストーンの生物学的父親であると主張していた。ただし、出生証明書上では、人民寺院の弁護士であったティム・ストーンと彼の妻・グレースがジョンの両親であるとされていた。人民寺院が繰り返し主張したところによれば、1971年にストーンはグレースの逃亡を防ぐために彼女と性交するようジョーンズに頼み、その結果ジョンが誕生した。グレースは1976年に人民寺院を脱退し、翌年に夫ティムに対する離婚訴訟を開始した。グレースとの親権争いを諦めさせない為に、ジョーンズはティムに1977年2月にジョンをガイアナへ連れてくるように要求した。結局、1977年6月にティム自身も人民寺院を脱退し、ジョンはジョーンズタウンに留まらされた。
ジョン・ストーンに加えて、ジョーンズは別の子供、ジム・ジョン（キモ）の父親にもなっている。

### 圧力と公的補助の消滅

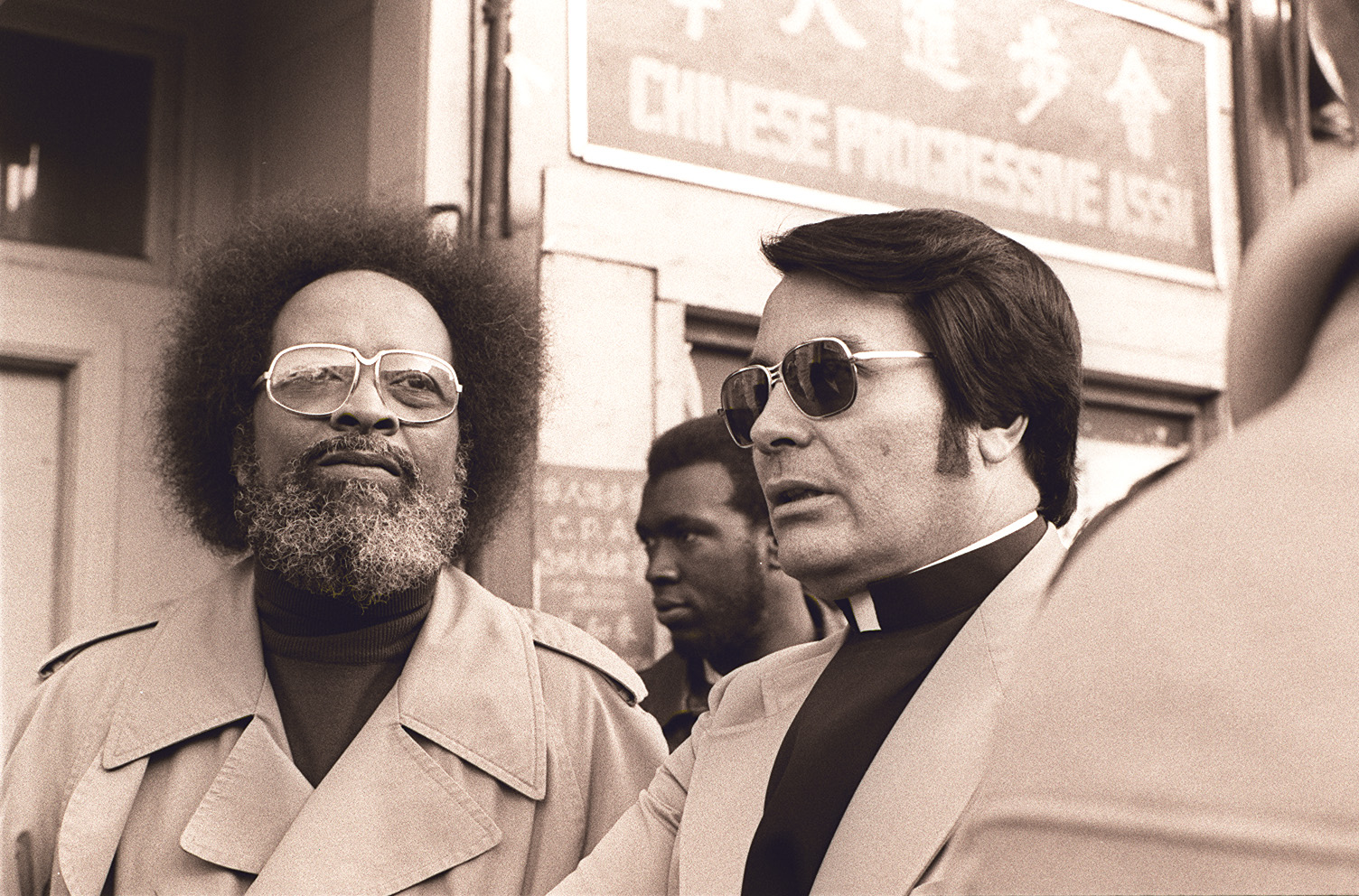
1977年1月にインターナショナル・ホテルで行われた反立退き運動での教祖ジム・ジョーンズとセシル・ウィリアムズ

1977年秋、ティム・ストーンは、ジョーンズタウンに親族を残している人民寺院脱退者達とともに団体「憂慮親族」（英語: Concerned Relatives）を結成した。ストーンは1978年1月にワシントンD.C.を訪れ、アメリカ合衆国国務省職員とアメリカ合衆国議会議員と面会した。彼は、ジョーンズに対する彼の不平不満を記述した白書を書いていた。このストーンの努力は、カリフォルニア州選出のアメリカ合衆国下院議員のレオ・ライアンを刺激し、ライアンはストーンの代理としてガイアナ首相のフォーブス・バーナムに書簡を書いている。更に憂慮親族は、ストーンの息子・ジョンの保護について、人民寺院側と法定闘争を開始した。
ジョーンズがアメリカを離れると、彼の政治的な同調者の殆どが関係を断ち切ったが、一部は関係を保ったままだった。ウィリー・ブラウンはジョーンズへの支持の表明として、人民寺院の集会で、彼らの敵に対して公然と意見を述べている。その集会には、ハーヴェイ・ミルクや後のサンフランシスコ市長アート・アグノスも出席していた。1978年2月19日、ミルクはアメリカ合衆国大統領ジミー・カーターに手紙を書き、その中でジョーンズの事を「最高の品位を持つ人物」と称えており、一方で人民寺院脱退者達を、「あからさまで厚顔無恥な嘘」を使って「聖職者・ジョーンズの評判を傷つけ」ようとしていると糾弾した。モスコーニの事務所は、ジョーンズは何ら法律違反を犯していないというプレスリリースを行っている。
1978年4月11日、憂慮親族は「聖職者・ジェームズ・ウォーレン・ジョーンズによる人権蹂躙の告発」 (英語: Accusation of Human Rights Violations by Rev. James Warren Jones)と題された文書集を、人民寺院やマスコミ関係者、アメリカ合衆国議員たちに配布し始めた。この中には、手紙に加えて宣誓供述書も含まれていた。1978年6月、人民寺院離反者のデボラ・レイトンは、憂慮親族に、ジョーンズタウンでの生活状況と人民寺院によって行われている犯罪の詳細を告発した更なる宣誓供述調書を提供している。
1978年9月にジョーンズは増大する調査に直面しており、著名なケネディ暗殺陰謀論者であるマーク・レーンとドナルド・フリードに対し、アメリカ合衆国情報機関による人民寺院への「壮大な陰謀」という主張を証明するよう依頼した。ジョーンズは、レーンに対して、「エルドリッジ・クリーヴァーのようにやりたい」と述べた。クリーヴァーはブラックパンサー党の脱退者であり、評判を回復させてアメリカ合衆国へ帰国を果たした人物だった。

## 下院議員ライアンの訪問とジョーンズタウンでの集団自殺

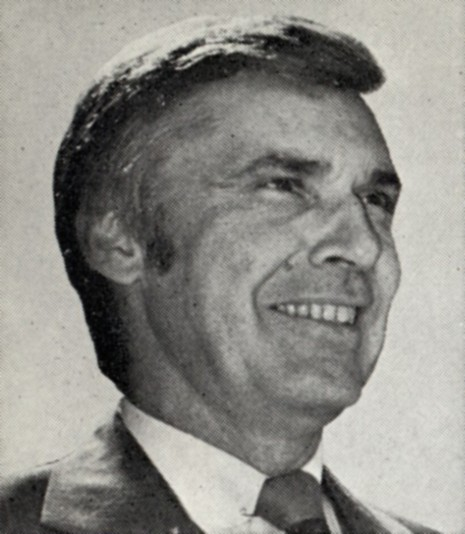
レオ・ライアン (1973年撮影)

1978年11月、レオ・ライアンは、人権蹂躙告発の調査を行うために、ジョーンズタウンへの実精調査を実施した。彼の調査団には、人民寺院信者の親族、NBCのカメラクルー、記者、そして複数の新聞社の記者が含まれていた。1978年11月15日に、代表団はガイアナの首都ジョージタウンに到着した。それから2日後、彼らは飛行機でポート・カイトゥマへと移動し、その後はバスでジョーンズタウンへと移動した。ジョーンズはその日の夕方、ジョーンズタウンの中央講堂でライアン代表団を持て成している。
ライアン代表団は、人民寺院信者のドン・スライにライアンがナイフで襲われるという事件があった後、11月18日の午後に慌ただしくジョーンズタウンを離れている。この攻撃は阻止され、代表団の訪問が打ち切られる要因となった。ライアンと代表団のメンバーは、ジョーンズタウンからの帰国希望者15名を連れていったが、ジョーンズはこの時、この離脱を止めようとはしなかった。

### ポート・カイトゥマ空港の惨劇
代表団のメンバーが飛行機に搭乗している際、ジョーンズの武装警備隊、赤旅団（英語: Red Brigade）がトラクターとそれに繋がれたトレーラーで滑走路に乱入し、銃撃を開始した。襲撃者達は、ガイアナ・エアウェイズ・デ・ハビランド・カナダ DHC-6の傍で、ライアンと他4名を殺害した。時を同じくして、ジョーンズタウンからの離脱希望者と見られていたラリー・レイトンが銃を取り出し、小さなセスナ機に搭乗していた帰国希望者たちを襲撃し始めた。NBCのカメラマンが、このDHC-6襲撃の最初の数秒間をカメラで撮影していた。
この襲撃で殺害されたのは、ライアンの他に、NBC記者のドン・ハリス、NBCカメラマンのボブ・ブラウン、サンフランシスコ・エグザミナーカメラマンのグレッグ・ロビンソン、そして人民寺院信者で帰国希望者のパトリシア・パークスの計5名である。この襲撃の生還者の中には、後にアメリカ合衆国下院議員になるジャッキー・スペアー、ジョージタウンのアメリカ合衆国大使館副使命リチャード・ドワイヤー、NBCプロデューサーのボブ・フリック、NBC音響技術者のスティーブ・サン、サンフランシスコ・エグザミナー記者のティム・ライターマン、サンフランシスコ・クロニクル記者のロン・ジャヴァーズ、ワシントン・ポスト記者のチャールズ・クルーズ、そして数名のジョーンズタウンから帰国を希望した人民寺院信者がいた。

### ジョーンズタウンでの大量殺人

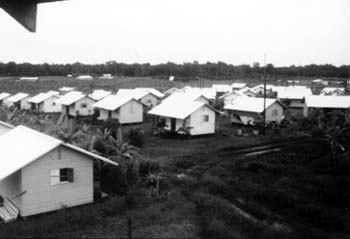
ジョーンズタウンの家並み（1979年撮影）

同日の夕方、909人のジョーンズタウン住人（内、未成年者304名）が、シアン化物中毒で死亡した。死者の殆どが、ジョーンズタウンの本講堂の周辺で死んでいた。この死者は、1件の事件で亡くなったアメリカ合衆国死者数としては、2001年9月11日にアメリカ同時多発テロ事件が発生するまでは史上最大であった 。後にFBIが、自殺が次々と行われていく様子を録音した約45分のオーディオ・テープを発見している。
このテープの中で、ジョーンズは人民寺院の信者に対して、ソビエト連邦は空港での殺人の後、人民寺院信者達を受け入れることは無いと語っている。ジョーンズは、集団自殺の理由として、彼がかつて述べていた人民寺院に対する情報機関による陰謀を挙げている。ジョーンズは、襲撃者が「パラシュートでここへやって来る」、「我々の無垢な赤子たちを襲撃する」そして、「奴らは我々の子供達を拷問し、我々の仲間を拷問し、我々の親達をも拷問するだろう」と述べている。敵軍が子供たちを鹵獲し、ファシズムに染め上げるだろうというジョーンズの過去の発言そのままに、ある人民寺院信者は「奴らに攫われた子供たちは、大きくなっても彼らの言いなりになる」と述べている。
これらの理由のため、ジョーンズと人民寺院の数人の信者達が、シアン化物を混ぜたブドウ味のフレーバー・エイドによる「革命的自殺」（英語: Revolutionaly Suicide）を主張した。後に公開された人民寺院の映像では、ジョーンズはクール＝エイドでいっぱいになった貯蔵庫を開け放つ様子が映されていた。しかしながら、集団自殺の場所にはブドウ味のフレーバー・エイドの空容器が残されており、鎮静薬と共に毒物製造に使用されたことが判明している。信者の一人であるクリスティン・ミラーは、テープの序盤で「革命的自殺」に異議を唱えている。
人民寺院信者達が泣きだすと、ジョーンズは「ヒステリーを止めるのです。これは社会主義者や共産主義者が死に臨むやり方ではありません。我々が死に臨むやり方ではありません。我々は威厳をもって死ななければならないのです」と諫めている。テープの中で聞き取れるものとして、ジョーンズは「死を恐れてはいけません」、そして死は「別の段階へ向かうためのステップでしかないのです」そして、それは「友」だと言っていたのである。そしてテープの最後、ジョーンズは次の様に締めている。「我々は自殺するのではありません。我々は、この非人道的な世界の状況に対抗するために革命的自殺という行動を行うのです」と。
逃亡した人民寺院信者達によると、子供たちは最初に毒物を与えられ、家族は共に死んでいったという。集団自殺は、定期的に行われた予行「白い夜」（英語: White Nights）でかつて議論されたものであった。かつて行われた白い夜では、ジョーンズが毒と偽った飲み物を人民寺院信者に飲ませるということもあった。

## 死
1978年11月18日、ジョーンズは頭に銃撃を受け、デッキチェアで死んでいる状態で発見された。ガイアナの検死官・サイリル・ムートゥーは、自分で銃撃したと考えることが可能だと述べている。しかしながら、ジョーンズの息子ステファンは、父は誰かに命じて自らを射殺させたと信じていた。ジョーンズの検死では、バルビツール酸系ペントバルビタールが検出されている。その量は耐性を持たない人間の致死量に至っていた。

## 性的関心
1973年12月13日、ジョーンズはロサンゼルスのマッカーサー公園近くの映画館のトイレで男性に性行為の誘いをしたという理由で逮捕・告発された。当時は同性愛行為及び関係を摘発する法が残っていたためである。これは身分秘匿捜査に従事していたロサンゼルス市警察下級巡査の囮であった。ジョーンズが自身は「正真正銘の異性愛者」だと信者に言っている記録が残っている。しかし少なくとも、人民寺院の集会で、信者の面前で性的虐待を信者男性に対して行ったという記録が残っている。
ジョーンズは、婚外の人民寺院信者間での性行為を禁止した一方で、彼は男性と女性双方の人民寺院信者と性的関係を盛んに結んでいた。しかしながら、ジョーンズ自身は同性愛行為を嫌悪しており、その男性信者たちのために象徴的なつながりを築こうとしただけだと主張している。
ジョーンズの霊感の源の一つは、インターナショナル・ピース・ミッション・ムーブメントのリーダー・ファーザー・ディヴァインであった。

## ジョーンズの家族のその後

### マルセリーヌ
ライアンが訪れていた最後の朝、ジョーンズの妻・マルセリーヌは、記者に対してジョーンズタウンの案内を行っている。その日の遅く、彼女は講堂で服毒自殺している状態で発見された。

### 生存した息子
ステファン、ジム・ジュニア、そしてティム・ジョーンズは、人民寺院のバスケットボールチームに参加しており、ジョージタウンでガイアナ代表チームと試合をしていたため、この集団自殺に巻き込まれることはなかった。ジョーンズタウンでの惨劇が起こったとき、ステファンとティムは二人とも19歳で、ジム・ジョーンズ・ジュニアは18歳であった。ティムの血のつながった家族タッパー家は、3人の姉・妹、兄弟、母がいたが、全員がジョーンズタウンで死んでいる。惨劇の3日前、父ジョーンズからライアンの訪問のためにバスケットボールチームをジョーンズタウンに戻す様に指示を受けているが、ステファン・ジョーンズは、無線を通じてこれを断っている。
ジョーンズタウンでの惨劇の間、ステファン、ティム、ジム・ジョーンズ・ジュニアは、ジョージタウンのアメリカ合衆国大使館へと車を走らせ、助けを求めた。大使館の護衛を行っているガイアナ軍兵士たちは、ポート・カイトゥマ空港での惨劇の情報が入っていたため、彼らを大使館に入れようとしなかった。その後、この3人はジョージタウンの人民寺院本部へ戻り、そこでシャロン・エイモスと彼女の3人の子供の遺体を発見している。ガイアナ軍兵士達は、5日間ジョーンズ兄弟を軟禁状態に置き、ジョージタウンで起こったこの死について尋問を行っている。
ステファン・ジョーンズは、ジョージタウンでの死に関与していると告発され、3ヶ月間ガイアナの刑務所に収監された。ティム・ジョーンズは、もう一人の人民寺院バスケットボールチームの選手ジョニー・コッブとともにジョーンズタウンへと向かい、自殺した人たちの特定に協力するよう要請された。アメリカ合衆国へ戻った後、ジム・ジョーンズ・ジュニアは、既に教団に対して反発していた姉スザンヌと共に数ヶ月間警察の監視下に置かれた。
ジョーンズタウンが最初に建設されたとき、ステファンは父から2回にわたり、ジョーンズタウンへの移住を求められていたが、辞退した。しかし3回目の要求の後、最終的に彼はジョーンズタウンへと移住した。彼はジョーンズタウンへと移住するようにとの父の願いに応えたのは母のためだと語った。ステファン・ジョーンズは、現在ビジネスマンとなり、結婚して3人の娘に恵まれている。彼は、ドキュメンタリー番組『ジョーンズタウン：パラダイス・ロスト』（ヒストリーチャンネル・ディスカバリーチャンネル）に出演した。彼は、このドキュメンタリーを見ることはないだろうと語り、父について心痛を感じたことはないとも語っていた。1年後、彼はドキュメンタリー番組『ジョーンズタウンの目撃者』にも出演し、そこで彼は人民寺院内部を写した映像に対して感想を述べている 。
ジム・ジョーンズ・ジュニアは、ジョーンズタウンで妻とおなかの中にいた子供を失い、サンフランシスコへと戻った。彼は再婚し、3人の息子に恵まれた。その内の1人、ロブ・ジョーンズは、サンディエゴ大学、後にセント・メアリーズ・カリフォルニア大学へと進学した高校バスケットボールのスタープレイヤーであった。

### ルー、アグネスとスザンヌ・ジョーンズ
ルーとアグネス・ジョーンズは、二人ともジョーンズタウンで死亡した。アグネス・ジョーンズは死亡した時35歳であった。彼女の夫と4人の子供も全員がジョーンズタウンで死亡している。ルー・ジョーンズは、当時21歳であり、妻・テリーと息子のチェアケと並ぶように死んでいた 。ステファニー・ジョーンズは、5歳の時に自動車事故で死亡している。
スザンヌ・ジョーンズは、マイク・カートメルと結婚した。後に両名とも人民寺院を離反し、1978年11月18日にはジョーンズタウンにはいなかった。人民寺院との決別の後、ジョーンズはスザンヌのことを公に「私の忌々しい、穀潰しの娘」と呼び、彼女を信じることなどできないと主張していた。マルセリーヌ・ジョーンズは、死に際して署名した書付を残しており、その中でジョーンズの財産をソビエト連邦共産党へ譲渡する意思を記載しており、さらに次のように記載している。「私は、これらの一部たりとも私の養女、スザンヌ・ジョーンズ・カートメルの手に渡らないことを強く望みます」。カートメルは2人の子供に恵まれ、2006年11月に大腸癌で亡くなった。

### ジョン・ストーンとキモ
ジョンの父親であるティム・ストーンへの具体的な言及が人民寺院最後の「死のテープ」に残されており、そこには彼を殺害する計画も含まれている。ジョン・ストーンも「革命的自殺」の中に含めるべきかという議論も行われた。ジョン・ストーンはジョーンズタウンのジム・ジョーンズのキャビンの中で中毒死した遺体となって発見された。
ジム・ジョン（キモ）と彼の母、キャロライン・ルイーズ・ムーア・レイトンは双方ともジョーンズタウンの集団自殺の中で命を落としている。

## 文化的影響

### 慣用句
集団自殺の殆どがシアン化物を混ぜ込まれたフレーバー・エイドとクール＝エイドの混合飲料によって自殺している。この歴史的な出来事は、アメリカ合衆国の英語話者の間で「クール＝エイドを飲む」（英語: "drinking the Kool-Aid."）という慣用句を生み出すまでに至った。

### オウム真理教
リフトンは、オウム真理教もまた集団自殺的であったが、オウムと人民寺院には恐ろしいほどの共通性があると指摘する。

## 関連作品

### ドキュメンタリー
- ジョーンズタウン：ミステリー・オブ・ア・マサカー (Jonestown: Mystery of a Massacre) (1998)
- ジョーンズタウン：ザ・ライフ・アンド・デス・オヴ・ピープルズ・テンプル（英語版） (Jonestown: The Life and Death of Peoples Temple) (2006)
- ジョーンズタウン：パラダイス・ロスト（英語版） (Jonestown: Paradise Lost) (2007)
- CNNプレゼンツ（英語版）：エスケープ・フロム・ジョーンズタウン (CNN Presents: Escape From Jonestown) (2008)
- 衝撃の瞬間シーズン6「集団自殺とカルト教団」(Seconds From Disaster, episode "Jonestown Cult Suicide") (2012)
- ジョーンズタウンの目撃者 (Witness to Jonestown) (2013)

### テレビ番組
- アメリカン・ホラー・ストーリー：カルト (American Horror Story: Cult) (2017)
- マーダー・メイド・ミー・フェイマス (Murder Made Me Famous - Jim Jones Episode) (2015)

### ドラマ
- ガイアナ人民寺院の悲劇（英語版） (Guyana: Crime of the Century) (1979)
ガイアナ：カルト・オヴ・ザ・ダムド (Guyana: Cult of the Damned)として知られており、 フィクションエクスプロイテーション映画である。
- ガイアナ・トラジェディ：ザ・ストーリー・オヴ・ジム・ジョーンズ（英語版） (Guyana Tragedy: The Story of Jim Jones) (1980) 
事実を基にしたドラマ
- サクラメント 死の楽園 (The Sacrament) (2013)
- ザ・ヴェイル（英語版） (The Veil) (2016)

### 音楽
- ドレ・ドッグ（英語版）：『The New Jim Jones』 (1993・CDアルバム)
- フランク・ザッパ&ピエール・ブーレーズ：「Jonestown」（『ザ・パーフェクト・ストレンジャー』収録）[144]
- マノウォー：「Guyana (Cult of the Damned)」（『サイン・オブ・ザ・ハンマー』収録） (1984)
- ラナ・デル・レイ：「Ultraviolence」（『ウルトラヴァイオレンス（英語版）』収録）
- ディーサイド：「Carnage in the Temple of the Damned』（『ディーサイド（英語版）』収録）(1990)
- ヒーゼン：「Hypnotized」（『ヴィクティムズ・オブ・ディセプション（英語版）』収録）(1991)
- オーテップ：「Jonestown Tea」（『セヴァス・トロー』収録）(2002)
- チャーチ・オブ・ミザリー：「Jonestown Massacre (Jim Jones)」（『Greetings from Jonestown』収録）(2009)
- ポルカドット・カダヴァー（英語版）：『Last Call in Jonestown』及び同アルバム収録の同名楽曲。ジム・ジョーンズ最後の説教が引用されている。
- レック・イグニッション：「Jesus Jones」（「『Digital Repeat』収録）(2015)
- ザ・ヴェイパーズ（英語版）：「Jimmie Jones」（『Magnets』収録）(1981)
- ブラッド・コマンド：『Cult Drugs』（2017、CDアルバム）
- ジョン・エアトン（英語版）：「The Reverend Jim Jones」 (1989)
3幕オペラ。リブレットはジェームズ・レストン・ジュニアの手による。ザ・ナショナル・エンドーメント・フォー・ザ・アーツの依頼で作成された。
- ザ・ジュディーズ（英語版）：「Guyana Punch」（『Washarama』収録）
- アクセプト：「Koolaid」（『ザ・ライズ・オブ・ケイオス』収録）(2017)
- ジ・アドヴェント（英語版）、インダストリアライザー：「Jonestown」（『Jonestown』収録）(2010)
- アラバマ3：「Mao Tse Tung Said」
ジム・ジョーンズのスピーチのサンプルが使われている。
- スピリチュアル・フロント（英語版）：「Letter from Guyana」（『Open Wounds』収録）(2013)
ジム・ジョーンズのスピーチのサンプルが使われている。
- ザ・ユーズド：「Pretty Pictures」（『The Canyon』収録）(2017)
ジム・ジョーンズ最後のスピーチのサンプルが使われている。
- デス・イン・ジューン（英語版）：「Because of Him」
- サイキックTV：「White Nights」
- アリ・イングル：「Kool Aid」

### 漫画
- さいとう・たかをの漫画『ゴルゴ13』159話「地獄からの生還者」において、ジム・ジョーンズをモデルにした新興宗教教祖がガイアナの密林の開拓地でゴルゴ13によって狙撃されている。